# Omicidi da incubo
Omicidi da incubo (True Nightmares) è un programma TV documentaristico statunitense prodotta da Wilma TV per la Discovery Communications. In Italia, la prima stagione è stata adattata da Change The Word. Le puntate, narrate da Todd Robbins, ripercorrono casi di omicidi o morti inusuali avvenuti realmente.

## Episodi
La stagione ha debuttato sul canale statunitense Investigation Discovery il 14 ottobre 2015. In Italia, la serie viene trasmessa sul canale Giallo dal 26 aprile 2016.
| Stagione         | Episodi | Prima TV USA | Prima TV Italia |
| ---------------- | ------- | ------------ | --------------- |
| Prima stagione   | 6       | 2015         | 2016            |
| Seconda stagione | 6       | 2016         | inedita         |